# Aleksandr Ušakov (bobbista)
Aleksandr Ušakov (in russo Александр Ушаков?; traslitterazione anglosassone Alexander Ushakov; 28 dicembre 1979) è un ex bobbista russo.

## Biografia
Iniziò a gareggiare nel 2006 come frenatore per la squadra nazionale russa. Debuttò in Coppa Europa a dicembre 2006 conquistando una vittoria nell'ultima gara dell'annata 2006/07. Esordì in Coppa del Mondo all'avvio della stagione 2007/08, il 1º dicembre 2007 a Calgary, dove terminò la gara a quattro al 15º posto e colse il suo unico podio il 10 febbraio 2008 a Winterberg quando si piazzò al 2º posto nel bob a quattro con Aleksandr Zubkov, Dmitrij Stëpuškin e Aleksej Andrjunin.
Prese parte ai mondiali di Calgary 2008 classificandosi al nono posto nel bob a quattro con Dmitrij Abramovič, Pëtr Moiseev e Sergej Prudnikov, in quella che fu l'ultima gara della sua breve carriera.

## Palmarès

### Coppa del Mondo
- 1 podio (nel bob a quattro):
  - 1 secondo posto.

### Circuiti minori

#### Coppa Europa
- 1 podio (nel bob a quattro):
  - 1 vittoria.